# 名張市立赤目中学校
名張市立赤目中学校（なばりしりつ あかめちゅうがっこう）は、三重県名張市にある公立中学校である。
生活目標は、「自ら実践する生徒」「自ら学ぶ生徒」「自ら鍛える生徒」。教育目標は「人間性豊かで、たくましい生徒の育成」である。

## 所在地
- 〒518-0444　三重県名張市箕曲中村219番地

## 生徒会活動・クラブ活動
- 生徒会本部
- 委員会活動
  - 生活安全委員会
  - 保健体育委員会
  - 福祉委員会
  - 図書委員会
  - 美化委員会
  - 放送委員会
  - 選挙管理委員会

### 運動部
運動場は広く、運動部の活動に有効に使われている。
- バスケットボール部
- バレーボール部
- 野球部
- サッカー部
- ハンドボール部(主に女子)
- 卓球部
- 剣道部
- ソフトテニス部
- 陸上競技部
- 柔道部

### 文化部
- 吹奏楽部
- 美術部
- ホームメイキング部

## 沿革
- 1947年5月3日 - 学校組合立錦滝中学校開校
- 1948年8月 - 組合立南中学校錦生分校となる
- 1950年4月 - 西中学校と改称
- 1950年4月11日 - 西中学校開校式
- 1950年11月3日 - 赤目中学校に改称
- 1951年8月 - 第1校舎竣工(翌年4月第2校舎竣工)
- 1958年3月 - 体育館竣工
- 1974年8月 - 体育館竣工
- 1975年11月 - 本館竣工
- 1977年 - 2月にバックネットが3月にクラブハウスが新設(81年にクラブハウスは増設)
- 1990年3月 - 第2棟(新館)竣工(95年に増築)
- 1992年4月 - 特別支援学級新設
- 同年11月 - クラブハウス・体育器具庫新設
- 1993年3月 - 武道場竣工
- 1996年3月 - 創立50周年記念式典
- 2011年12月 - 体育館耐震改修
- 2015年8月 - 本館の耐震及び改修工事
- 2018年8月 - エアコン空調設備設置

## 通学区域
- 名張市[3]

・名張市立錦生赤目小学校区
黒田、結馬、井手、安部田、矢川、上三谷、竜口、赤目町丈六、赤目町相楽、赤目町新川、赤目町檀、赤目町星川、赤目町柏原、赤目町一ノ井、赤目町長坂、赤目町すみれが丘
・名張市立箕曲小学校区
夏見、瀬古口、箕曲中村、青蓮寺、中知山
・名張市立百合が丘小学校区
百合が丘東１番町、百合が丘東２番町、百合が丘東３番町、百合が丘東４番町、百合が丘東５番町、百合が丘東６番町、百合が丘東７番町、百合が丘東８番町、百合が丘東９番町、百合が丘西１番町、百合が丘西２番町、百合が丘西３番町、百合が丘西４番町、百合が丘西５番町、百合が丘西６番町、南百合が丘

## 交通
- 三重交通 赤目中学校前バス停
- 赤目口駅より徒歩14分(1.2km)
- 名張駅より徒歩29分(2.3km)